# Іван Екзарх
Іван Екзарх — один із найвидатніших представників «золотої доби» болгарської літератури в часи болгарського царя Симеона (893—927). Іван Екзарх, правдоподібно був керівником бібліотеки і групи вчених та перекладачів. Як намісник грецького архієпископа управляв церковними справами в східній частині Балканського півострова, де була резиденція болгарського царя.
Переклав «Діалектику» Івана Дамаскіна, відомою під назвою «Небеса». Вважається автором науково-природничого твору «Шестоднев».[джерело?]